# دانيال زولغادري
دانيال زولغادري (بالإنجليزية: Daniel Zolghadri)‏، ولد في 20 فبراير 1999 في كاليفورنيا، هو ممثل أمريكي. معروف بأدواره في الصف الثامن وأليكس سترينجلوف.

## روابط خارجية
- دانيال زولغادري على موقع IMDb (الإنجليزية)
- دانيال زولغادري على موقع روتن توميتوز (الإنجليزية)
- دانيال زولغادري على موقع قاعدة بيانات الأفلام العربية
- دانيال زولغادري على موقع ألو سيني (الفرنسية)
- دانيال زولغادري على موقع أول موفي (الإنجليزية)
- دانيال زولغادري على موقع قاعدة بيانات الفيلم (الإنجليزية)